# Dominique Mayet
Pour les articles homonymes, voir Mayet.
Dominique Mayet est un artiste peintre français né le 9 avril 1925 à Pratz et mort le 23 décembre 2004 à Lons-le-Saunier.

## Biographie
Dominique Mayet naît à Pratz dans le Jura le 9 avril 1925, d'un père cultivateur, Félix Mayet, et de son épouse Rose Saillard. Il intègre en 1948 l’École nationale supérieure des arts décoratifs dont il sort diplômé en 1952 (promotion Rodin), après avoir travaillé dans l'atelier de Gromaire.
Il est remarqué en 1954 par le critique d'art George Besson, qui voit en lui la relève d'une tradition figurative, loue ses « mérites de constructeur sensible et robuste ». Il en est un des fervents soutiens auprès des galeristes et dans la presse, écrivant notamment en 1964 que « [Dominique Mayet] appartient à cette génération de scrupuleux ouvriers pour qui l’audace la plus difficile est de ne pas paraître audacieux ».
Mayet expose ainsi dans le groupe « École de Paris » à la galerie Charpentier à Paris (1954, 1957, 1961), à la galerie Miromesnil-Jean Cailac à Paris (1960, 1965), au salon de la jeune peinture de 1956 à 1961, au musée national d’Art moderne à Paris, à Beyrouth (1961), à Londres (1973), à la galerie Vallotton à Lausanne (1986-89). 
Comme son ami Bonnard, Mayet aborde de multiples domaines artistiques : dessin, peinture, gravure, illustration, compositions murales, décors de théâtre. Il est ainsi l'auteur de nombreuses toiles, mais aussi d'une peinture murale représentant l'Assomption de trente-cinq mètres carrés pour l’église de Doucier (1956) et de plusieurs œuvres décoratives dans le cadre du 1 % artistique de la commande publique entre 1976 et 2001 : mosaïques pour le lycée de Moirans (1976), ppour le collège de Morez (1977), pour le lycée Saint-Claude (1978), pour la trésorerie principale de Dôle (1987), pour le collège du Plateau à Lavans-les-Saint-Claude (1984), décorations pour l'hôpital de Saint-Claude (2001).
L'influence de Gromaire se fait sentir dans ses portraits et ses nus. Sa peinture est soigneusement élaborées, alliant des coloris chatoyants et harmonieux à des dessins sobres et structurés.
Dominique Mayet ne se soucie ni des courants picturaux ni des modes, son intention n’est pas non plus de plaire à une clientèle. Il aime parcourir son pays, prend des notes sur nature, les reprend à l’atelier pour élaborer ses oeuvres.
Il meurt le 23 décembre 2004 à Lons-le-Saunier, laissant deux enfants, François et Emmanuelle, de son mariage en décembre 1964 avec Monique Deterre. 

## Distinctions
- prix Fénéon en 1955, pour La Tour Eiffel[5]
- prix de la biennale de Conches (1958)
- prix de la biennale de Biarritz (1960)
- prix de Chartres (1965).